# Paulina Luisi

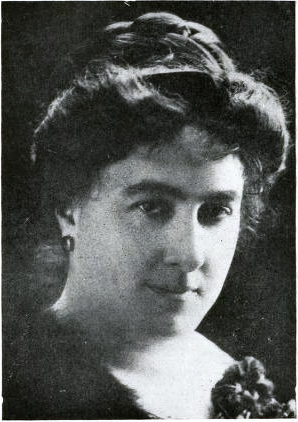
Paulina Luisi

 Paulina Luisi Janicki (* 1875 in Colón (Entre Ríos), Argentinien; † 1950 in Montevideo, Uruguay) war eine uruguayische Ärztin, Lehrerin, Autorin und Frauenrechtlerin. Sie war die erste uruguayische Frau, die 1908 einen Abschluss in Medizin in Uruguay erhielt. Sie war die erste weibliche Regierungsdelegierte Lateinamerikas beim Völkerbund, aus dem später die Vereinten Nationen wurden.

## Leben und Werk

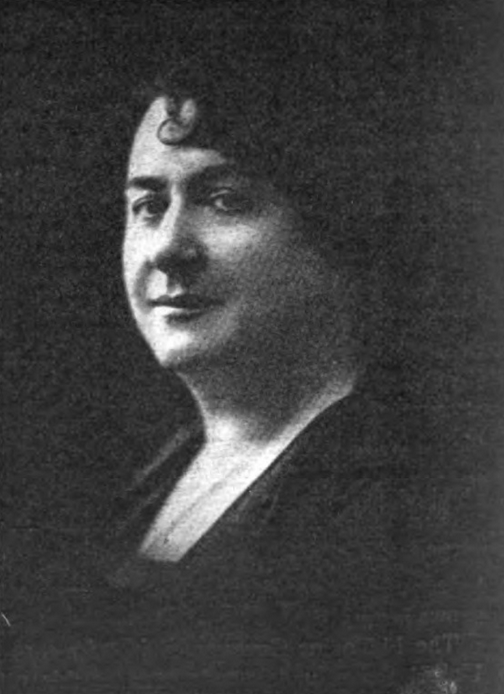
Paulina Luisi, 1919

Paulina Luisi

Luisi war das älteste von acht Kindern des italienischen Emigranten Ángel Luisi Pisano und der Lehrerin Maria Teresa Josefina Janicki. Ihr Vater war nach dem Jurastudium als Mitglied der Legion der Vogesen unter Giuseppe Garibaldi nach Frankreich gezogen. Ihre Mutter war die Tochter polnischer Exilanten in Frankreich und hatte als Lehrerin in Dijon gearbeitet. Nach ihrer Heirat wanderten ihre Eltern 1872 nach Argentinien aus, wo sie eine Schule gründeten. Später zogen sie nach Paysandú, wo sie ebenfalls eine Schule gründeten. 1887 zog die Familie nach Montevideo, wo Luisi an der National Teaching Boarding School unter der Leitung von María Stagnero de Munar zur Lehrerin ausgebildet wurde.
1900 begann sie als erste uruguayische Frau ein Medizinstudium an der medizinischen Fakultät der Universidad de la República. 1908 erhielt sie den Doktor der Medizin und 1923 erwarb sie in Paris die Spezialisierung in Dermatologie und Geschlechtskrankheiten.
Die reformistische Regierung des Präsidenten José Batlle y Ordóñez beauftragte sie 1913, soziale Hygienemaßnahmen in Europa zu studieren. Während ihres Aufenthalts in Frankreich freundete sie sich mit Marie Bonnevial, der Präsidentin des Frauenrates, an und interessierte sich für den Kampf gegen den weißen Sklavenhandel, der die Ende des 19. Jahrhunderts von der Engländerin Josephine Butler gegründete Abolitionistenbewegung vorangetrieben hatte.
Zurückgekehrt nach Uruguay setzte sie sich im Rahmen der Sozialen Hygiene gegen Frauenhandel, Zuhälterei und Prostitution ein. Sie empfahl, die Sexualerziehung in die Bildung beider Geschlechter zu integrieren, da sowohl Männer als auch Frauen für eine angemessene sexuelle Gesundheit verantwortlich seien, um Geschlechtskrankheiten vorzubeugen. 1906 schlug sie das erste Projekt zur Sexualerziehung in Uruguay vor. Als Sekretärin des Abolitionist Committee of the River Plate leistete sie einen wesentlichen Beitrag zur Reform der Prostitutionsregelungen in Buenos Aires.

## Einsatz für Frauenrechte

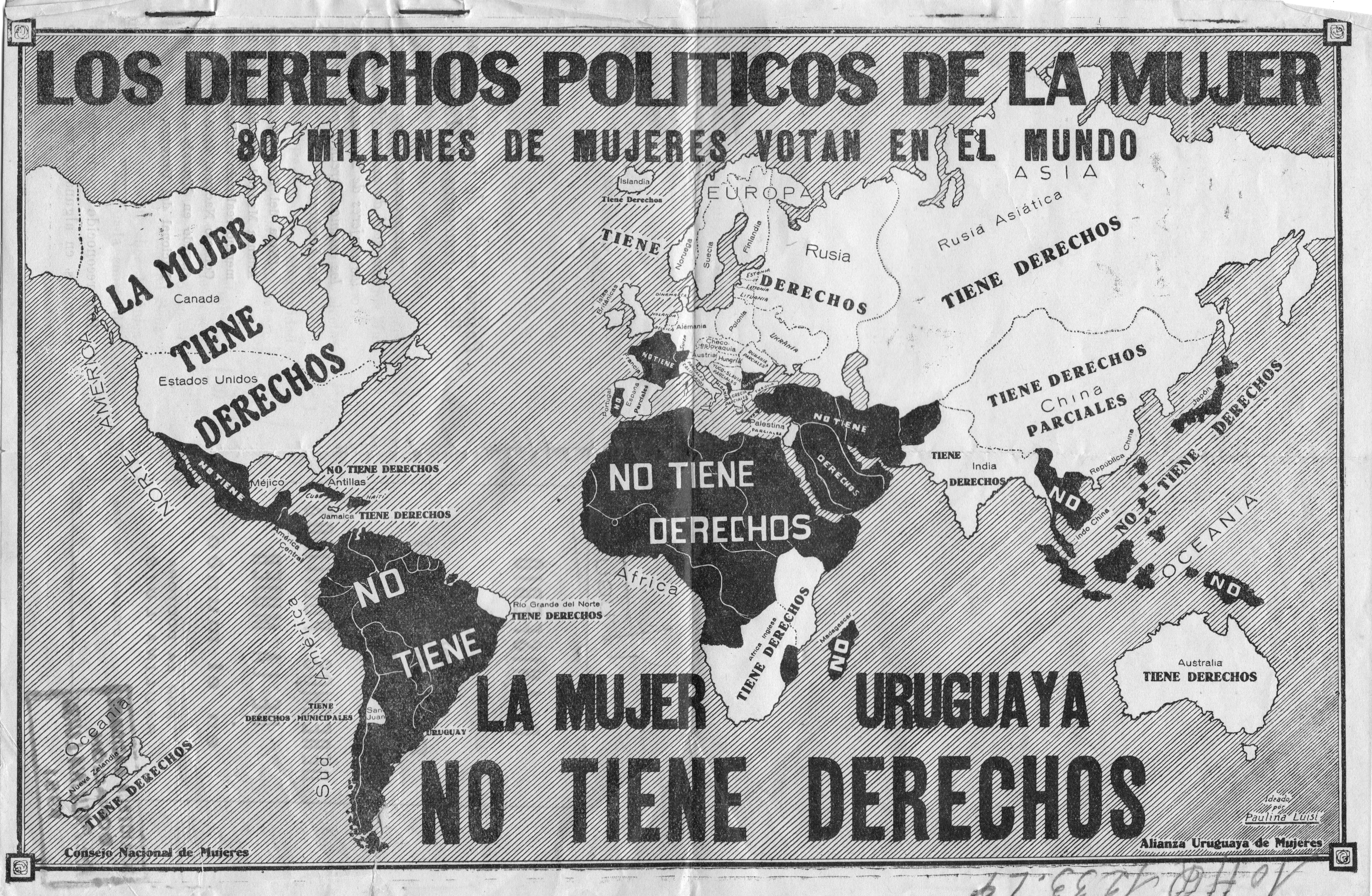
Karte in Paulina Luisis Broschüre Planisphere, die die aktuelle Position der politischen Frauenrechte in der Welt angibt, veröffentlicht 1929

Luisis Engagement für die Rechte der Frau begann 1908 mit der Vereinigung argentinischer Universitätsfrauen. Diese Vereinigung organisierte 1910 den Ersten Internationalen Frauenkongress in Buenos Aires und sie übernahm dafür die Öffentlichkeitsarbeit in Uruguay. Im folgenden Jahr gründete und leitete sie die uruguayische Sektion der Panamerikanischen Frauenföderation.
1910 trat sie der in Montevideo gegründeten Sozialistischen Partei Uruguays bei, um für die politischen und bürgerlichen Rechte der Frauen zu kämpfen. Sie gründete 1916 den Consejo Nacional de Mujeres (Nationaler Frauenrat), (CONAMU) und 1919 die Alianza de Mujeres para los Derechos Femeninos (Frauenbündnis für Frauenrechte), in der sie sich zusammen mit Fanny Carrió und Isabel Pinto de Vidal neben vielen anderen Frauen für das Frauenwahlrecht einsetzte. Ihr Haus in Montevideo diente als Arztpraxis und beherbergte gleichzeitig bis 1922 das Hauptquartier des Nationalen Frauenrats.
1917 wurde eine neue Verfassung in Uruguay per Volksabstimmung angenommen und trat 1919 in Kraft. Darin wurde festgelegt, dass Männer und Frauen die gleichen Rechte haben. Zu dieser Zeit begannen sich auch Wahlrechtsorganisationen im Land zu organisieren. Auf lokaler Ebene fand in der Stadt Cerro Chato 1927 in Uruguay die erste Wahlausübung einer Frau in Südamerika überhaupt statt. 1932 wurde das Gesetz verabschiedet, das das Wahlrecht für Frauen bei nationalen Wahlen vorsah, was erstmals bei den Parlamentswahlen 1938 Anwendung fand.
Luisi gründete die uruguayischen und argentinischen Zweige der International Abolitionist Federation und war auch Chefredakteurin der Zeitschrift Acción Female. Sie half bei der Gründung der Gewerkschaft der Telefonistinnen und der Gewerkschaft der Schneiderinnen.

## Internationales Netzwerk
Sie war Mitglied des Direktoriums mehrerer internationaler feministischer Vereinigungen, nahm an mehreren Kongressen in Europa teil und baute dadurch ein umfangreiches persönliches akademisches Netzwerk über mehr als fünfzig Jahre auf.
1922 war sie die Vertreterin der uruguayischen Regierung in der Beratenden Kommission des Völkerbundes gegen Frauen- und Kinderhandel. Von 1924 bis 1927 war sie auf Ersuchen dieser Kommission Mitglied der Expertenkommission zur Untersuchung des Menschenhandels auf Weltebene, in der sie die einzige lateinamerikanische Repräsentantin war. In diesen Jahren war sie Vorsitzende der Internationalen Kommission gegen Frauenhandel und moralische Einheit der International Woman Suffrage Alliance. 1919 gründete sie zusammen mit Ángel Giménez das Argentinisch-Uruguayische Abolitionist Committee gegen Frauenhandel und für die Regulierung der Prostitution. Von diesen Positionen aus versuchte sie, mehrere Kampagnen gegen die Prostitution im Río de la Plata zu organisieren, eine Reihe von Broschüren zu diesem Thema zu schreiben sowie Arbeiten zur Sexualaufklärung, und Konferenzen in Amerika und Europa zu organisieren.
Sie war zweimal Mitglied des Board of Directors der International Woman Suffrage Alliance und von 1924 bis 1932 Vizepräsidentin der International League of Iberian and Hispanic American Women. Sie vertrat diese Organisation bei den Abrüstungskonferenzen in Genf 1932 und war auch Delegierte der uruguayischen Regierung. In den dreißiger Jahren war sie Mitglied des Komitees zur Bekämpfung von Faschismus und Krieg. Als Aktivistin für den Weltfrieden nahm sie 1932 an der Internationalen Abrüstungskonferenz teil, an der nur fünf Frauen teilnahmen. Sie bekleidete Positionen in zahlreichen internationalen Organisationen zur Verteidigung der Frauenrechte.
Sie wurde von der portugiesischen und spanischen Regierung mit dem Orden von Alfonso XII. für ihre Arbeit zur Prostitution und zur Bekämpfung des Frauenhandels ausgezeichnet. Sie starb im Alter von 75 Jahren in Montevideo. Die Medizinische Fakultät ehrte ihr Andenken, indem sie einen der Räume ihrer Bibliothek nach ihr benannte. Im Legislativpalast des uruguayischen Parlaments gibt es einen Raum, der ihren Namen trägt, und eine Straße in Montevideo trägt die Bezeichnung Dra Paulina Luisi.

## Veröffentlichungen (Auswahl)
- 1950: Pedagogía y conducta sexual
- 1948: Otra voz clamando en el desierto: proxenetismo y reglamentación. Tomo 1
- 1948: Otra voz clamando en el desiertoː proxenetismo y reglamentación. Tomo 2
- 1929: La mujer uruguaya reclama sus derechos políticos[4]
- 1920: Una moral única para ambos sexos
- 1919: Una vergüenza social: la reglamentación de la prostitución
- 1919: Movimiento sufragista
- 1916: Algunas ideas sobre eugenesia